# Carabus smaragdinus
Carabus smaragdinus  — вид жуків-турунів з підродини Carabinae. Поширений в Європі, Росії, Китаї, Південній та Північної Кореї. Довжина тіла імаго до 37 мм.